# متصالبة كاليفورنية
متصالبة كاليفورنية (الاسم العلمي:Crossosoma californicum) هو نوع من النباتات يتبع جنس المتصالبة من الفصيلة المتصالبية.